# ACADSB
ACADSB (англ. Acyl-CoA dehydrogenase, short/branched chain) – білок, який кодується однойменним геном, розташованим у людей на короткому плечі 10-ї хромосоми. Довжина поліпептидного ланцюга білка становить 432 амінокислот, а молекулярна маса — 47 485.
| 10         |  | 20         |  | 30         |  | 40         |  | 50         |
| ---------- |  | ---------- |  | ---------- |  | ---------- |  | ---------- |
| MEGLAVRLLR |  | GSRLLRRNFL |  | TCLSSWKIPP |  | HVSKSSQSEA |  | LLNITNNGIH |
| FAPLQTFTDE |  | EMMIKSSVKK |  | FAQEQIAPLV |  | STMDENSKME |  | KSVIQGLFQQ |
| GLMGIEVDPE |  | YGGTGASFLS |  | TVLVIEELAK |  | VDASVAVFCE |  | IQNTLINTLI |
| RKHGTEEQKA |  | TYLPQLTTEK |  | VGSFCLSEAG |  | AGSDSFALKT |  | RADKEGDYYV |
| LNGSKMWISS |  | AEHAGLFLVM |  | ANVDPTIGYK |  | GITSFLVDRD |  | TPGLHIGKPE |
| NKLGLRASST |  | CPLTFENVKV |  | PEANILGQIG |  | HGYKYAIGSL |  | NEGRIGIAAQ |
| MLGLAQGCFD |  | YTIPYIKERI |  | QFGKRLFDFQ |  | GLQHQVAHVA |  | TQLEAARLLT |
| YNAARLLEAG |  | KPFIKEASMA |  | KYYASEIAGQ |  | TTSKCIEWMG |  | GVGYTKDYPV |
| EKYFRDAKIG |  | TIYEGASNIQ |  | LNTIAKHIDA |  | EY         |  |            |

A: Аланін

C: Цистеїн

D: Аспарагінова кислота

E: Глутамінова кислота

F: Фенілаланін

G: Гліцин

H: Гістидин

I: Ізолейцин

K: Лізин

L: Лейцин

M: Метіонін

N: Аспарагін

P: Пролін

Q: Глутамін

R: Аргінін

S: Серин

T: Треонін

V: Валін

W: Триптофан

Кодований геном білок за функціями належить до оксидоредуктаз, фосфопротеїнів. 
Задіяний у таких біологічних процесах, як метаболізм жирних кислот, метаболізм ліпідів, ацетилювання, альтернативний сплайсинг. 
Білок має сайт для зв'язування з ФАД, флавопротеїном. 
Локалізований у мітохондрії.